# Le Quesnoy
 Le Quesnoy  es una población y comuna francesa, en la región de Norte-Paso de Calais, departamento de Norte, en el distrito de Avesnes-sur-Helpe y cantón de Le Quesnoy-Est y cantón de Le Quesnoy-Ouest.
Perteneció a los Países Bajos españoles, hasta su toma por las tropas francesas del mariscal Enrique de la Tour d'Auvergne-Bouillon en 1654. Mediante el Tratado de los Pirineos pasó definitivamente a poder francés.

## Demografía
| 4570 | 5101 | 5127 | 4792 | 4890 | 4917 |
| Para los censos de 1962 a 1999 la población legal corresponde a la población sin duplicidades (Fuente: INSEE [Consultar]) |      |      |      |      |      |